# 孝定景皇后
孝定景皇后（こうていけいこうごう、満洲語: ᡥᡳᠶᠣᠣᡧᡠᠩᡤᠠ
 ᡨᠣᡴᠣᠩᡤᠣ
 ᠠᠮᠪᠠᠯᡳᠩᡤᡡ
 ᡥᡡᠸᠠᠩᡥᡝᠣ、メレンドルフ式転写: hiyoošungga toktonggo ambalinggū hūwangheo、太清: hiyouxungga toktonggo ambalinggv hvwangheu；1868年1月28日 - 1913年2月22日）は清朝光緒帝の皇后、姓はイェヘナラ氏（葉赫那拉）、一説にはスワンナラ（蘇完那拉）氏の出身で小名は喜子、史書には記載はないが正名は静芬といい、隆裕太后、隆裕皇后、光緒皇后と呼ばれる。西太后の次弟で都統の桂祥（グイシャン）の側室腹の次女。宗室の俊才として列強への使節を務めて観察して回った載澤は妹婿。
清朝のみならず、中国の歴史上「最後の皇太后」である。

## 人物

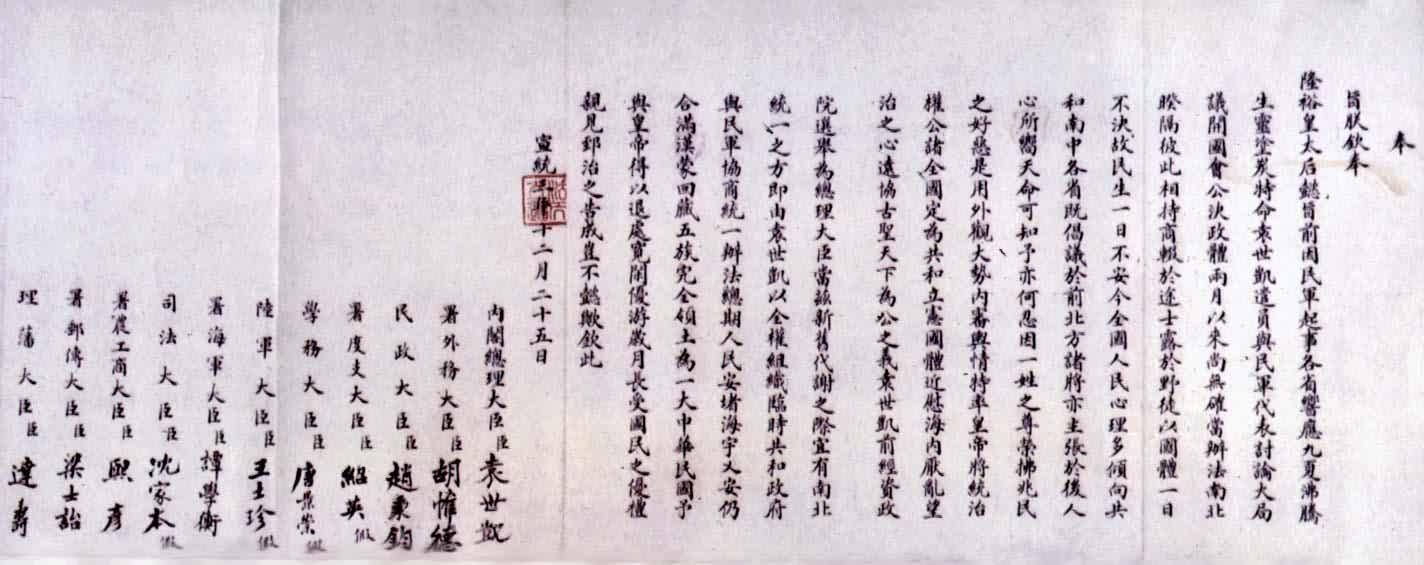
宣統帝退位詔書

選秀女に参加して入選した。1888年（光緒14年）に光緒帝と成婚し翌年には皇后に立てられた。紫禁城の東六宮の一つ鍾粹宮に居住した。しかし光緒帝は西太后への反発からその姪の皇后を疎んじ、また珍妃を寵愛していたために夫婦としての感情は甚だよくなかった。西太后は姪である彼女を皇后にすることで光緒帝の行動を監視しようとしたが思惑通りにはいかなかった。夫婦仲はよくなかったが、書画と国際情勢には通じていたという。
1900年（光緒26年）に義和団の乱で八か国連合軍が北京侵攻すると、西太后、皇帝一族の西安への避難に付き従った。1901年（光緒27年）に乱が終息すると紫禁城へ戻った。
1908年（光緒34年）光緒帝が幽閉されていた南海瀛台において崩御すると、西太后の遺命によって溥儀が皇帝に即位した（宣統帝）。皇后は「隆裕皇太后」及び「兼祧母后」と称し、溥儀の嫡母となり、その地位は同治帝の太妃らより上とされ、西六宮の一つ太極殿に遷った。このとき溥儀はわずか3歳であり、皇太后は垂簾聴政を開始したが、「（我が）臨朝は家法に背く。次代は大事のみ太后の裁断を仰ぐよう」という西太后が残したお触れ通り、朝政は宣統帝の父で光緒帝の弟の摂政王載灃にゆだねた。
1912年2月12日（宣統3年12月25日）に辛亥革命では清朝内部で主戦派と和平派の論争が起きるが、最終的には隆裕皇太后が和平派に傾き、皇帝退位の決断をした。「隆裕皇太后」の名で『清室退位詔書』を頒布した。これにより1644年順治帝による清の入関以来268年、1636年にホンタイジが国号を「清」と定めてから276年、1616年のヌルハチの後金建国以来296年にわたる清朝の歴史は幕を下ろした。同時に紀元前221年の始皇帝即位以来2132年にわたる皇帝による中国の君主制も終わった（辛亥革命）。
1913年（民国2年）2月12日、皇太后は失意のうちに45歳で崩御した。7歳だった溥儀に「汝生帝王家、一事未喩、而国亡、而母死、茫然不知。吾別汝之期至矣、溝瀆道途、聽汝自為而已」と言った。清室によって孝定隆裕寛恵慎哲協天保聖景皇后と諡された。
民国期には清朝の政権を譲ったことで戦禍を終わらせたことが高く評価され、隆裕皇太后は「女の中の堯舜」と評された。1913年3月には隆裕皇太后の国民哀悼大会が紫禁城太和門で民国の各界人士によって盛大に開催され、多くの市民も参加した。また、隆裕皇太后の葬儀は、清室優待条件により皇太后の格式で執り行われ、多くの民国政府の大官が参列した。建設中だった光緒帝の崇陵は民国政府の責任で完成され、完成後に光緒帝と隆裕皇太后が合葬された。中華帝国最後の大喪となった。

## 先祖
- 祖父:恵徴、祖母:フチャ（富察）氏 (恵顕の娘)
  - 父:桂祥（グイシャン）、嫡母:トゥンギャ（佟佳）氏，継母:シャンギャ（尚佳）氏 (平南王尚可喜の第7子のホショイ・エフ（和碩額駙）尚之隆の8世孫娘)
  - 母:アイシンギョロ（愛新覚羅）氏，桂祥（グイシャン）の側室

## 画像

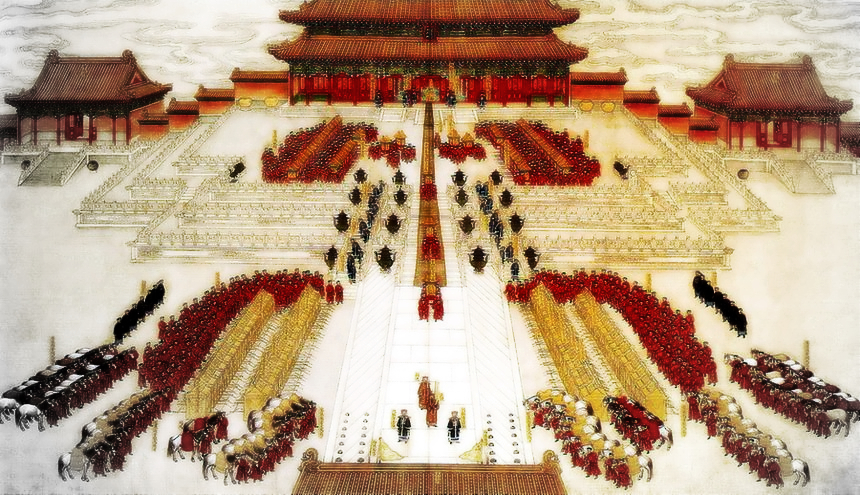
隆裕大婚図
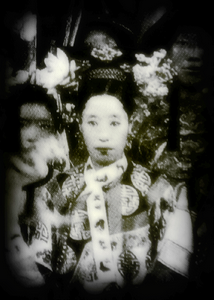
隆裕皇后旗装像